# Рагава КК
Рагава КК е индийски художник, скулптор и артист, живеещ и работещ както в Индия, така и в САЩ. Известен е с ранните си рисунки, които прави с водни бои върху огромни художествени платна с голите си ръце и крака.

## Биография и творчество
К.К. Рагава е роден в Бангалор, Южна Индия, през 1980 г.
Започва кариерата си през 1998 г. като аниматор във вестниците The Asian Age, The Indian Express, и The Times of India. Според много журналисти и съдържатели на галерии Рагава е един от най-бързо развиващите се и успешни артисти на Индия. Първата му изложба през 2000 г. в Бангалор е водена от индийската актриса Шабана Азуми. Експозицията е отразена в много от художествените среди.
През 2005 г. Той обединява таланта си с „Gregangelo's Velocity Circus“, за да създадат Антропоморфизъм: Когато картините танцуват.
Рагава прави успешни съвместни проекти с различни танцьори, музиканти, актьори и други артисти. КК е женен за музикантката Нетра Срикант.
След като е забелязан от влиятелните кръгове по света Рагава е канен на много и различни събития, на които да говори и вдъхновява хората. Изявява се на TED конференцията през 2010 г. в Лонг Бийч Калифорния. Там е поканен да сподели идеи на сцената наравно с Джеймс Камерън, Бил Гейтс, Шерил Кроу, Беноит Мандербрът, и други.